# Ant-Man and the Wasp: Quantumania
Ant-Man and the Wasp: Quantumania è un film del 2023 diretto da Peyton Reed.
Basato sui personaggi di Scott Lang e Wasp di Marvel Comics, è il 31º film del Marvel Cinematic Universe (MCU) e il primo della cosiddetta "Fase Cinque", nonché sequel di Ant-Man and the Wasp (2018).
Ha come protagonisti Paul Rudd, Evangeline Lilly, Jonathan Majors, Kathryn Newton, David Dastmalchian, Katy O'Brian, William Jackson Harper, Bill Murray, Michelle Pfeiffer, Corey Stoll e Michael Douglas. Nel film, Scott Lang, Hope van Dyne, Cassie Lang, Hank Pym e Janet van Dyne si ritrovano accidentalmente intrappolati nel regno quantico e dovranno affrontare un nuovo nemico, Kang il Conquistatore.

## Trama
Nel passato, Janet van Dyne si trova bloccata nel regno quantico e si imbatte in un misterioso individuo appena giunto dal mondo di superficie.
Dopo la battaglia della Terra, Scott Lang è diventato un autore di successo e vive felicemente con la sua compagna Hope van Dyne. La figlia Cassie è cresciuta ed è diventata un'attivista, cosa che la fa finire in prigione e costringe Scott a tirarla fuori. Durante una visita ai genitori di Hope, Janet e Hank Pym, Cassie rivela di essere al lavoro su un dispositivo che consentirà loro di esplorare il regno quantico senza entrarvici, grazie a un segnale che gli permette di agire come un telescopio. Janet si agita e cerca di spegnere lo strumento, ma il segnale viene captato e si apre un portale che trascina il gruppo nel regno quantico; i cinque vengono separati: Scott e Cassie vengono catturati da alcuni nativi che si stanno ribellando al loro tirannico sovrano, mentre Hope, Hank e Janet raggiungono una città vicina per cercarli.
Hope, Janet e Hank incontrano Lord Krylar, un ex alleato di Janet, il quale rivela loro che le cose sono cambiate da quando lei se n'è andata e che adesso lavora per il sovrano del regno, Kang il Conquistatore. I tre sono quindi costretti a fuggire rubando la sua navicella spaziale. Frattanto, Scott e Cassie scoprono da Jentorra, la leader dei ribelli, che Janet è responsabile dell'ascesa al potere di Kang: quest'ultimo aveva stretto amicizia con la donna dopo il suo arrivo nel regno quantico e si era fatto aiutare da lei a ricostruire il nucleo energetico multiversale con cui scappare. Janet, però, aveva poi scoperto che Kang in realtà era stato esiliato nel regno quantico per porre fine alla sua campagna di morte nei vari universi e che intendeva ricominciare una volta fuggito: per questo aveva sacrificato la sua possibilità di andarsene ingrandendo enormemente il nucleo con i suoi gadget Pym, così da impedire a Kang di fuggire. Tuttavia, le azioni di Janet avevano permesso a Kang di riacquistare la sua tuta e la sua sedia e lui ne ha approfittato per soggiogare le popolazioni del regno quantico. I ribelli vengono poi attaccati dalle forze di Kang, in cerca di Janet, e Scott e Cassie vengono catturati da M.O.D.O.K., una creatura deforme e letale che si scopre essere Darren Cross, sopravvissuto al suo scontro con Scott e plasmato da Kang per diventare uno scagnozzo al suo servizio.
Scott e Cassie vengono portati al cospetto di Kang, il quale gli ordina di introdursi nel nucleo ingigantito e di rimpicciolirlo con i gadget di Pym, oppure ucciderà Cassie. Lang si trova in difficoltà a causa della distorsione del tempo e dello spazio, ma viene aiutato dall'intervento tempestivo di Hope e i due riescono a ottenere il nucleo. Kang però rinnega l'accordo, cattura Janet e si impossessa del nucleo, abbandonando Scott, Hank e Hope. I tre scoprono che le formiche di Hank, trascinate nel regno quantico con loro, hanno subito un'evoluzione accelerata che le ha portate a diventare iper-intelligenti. Cassie riesce a liberarsi e salva Jentorra, aiutandola a incitare il popolo quantico per scatenare una rivolta contro Kang; riesce anche a convincere Cross ad aiutarli e lui si sacrifica nel tentativo di sconfiggere Kang. Janet ripara il nucleo per far tornare a casa la sua famiglia, ma Scott rimane indietro per impedire a Kang di fuggire. Hope lo raggiunge e insieme spingono Kang e le particelle Pym nel nucleo, che li risucchia facendoli scomparire e distruggendo entrambi. Cassie poi riapre il portale, consentendo ai due eroi di tornare nel mondo di superficie. Il gruppo riprende felicemente la propria vita; Scott ricorda quanto dettogli da Kang sul fatto che la sua morte porterà a qualcosa di terribile, ma decide di ignorare la cosa.
Nella scena a metà dei titoli di coda, diverse varianti di Kang discutono della sconfitta del Conquistatore e ritengono di dover prendere provvedimenti contro gli eroi che stanno interagendo sempre di più con il multiverso, rischiando di intralciare i loro piani. Nella scena dopo i titoli di coda, una variante di Kang chiamata Victor Timely espone una sua invenzione nel 1893, venendo osservato tra il pubblico da Loki e dall'agente Mobius.

## Personaggi
- Scott Lang / Ant-Man, interpretato da Paul Rudd: un Avenger ed ex ladro in possesso di una tuta che gli permette di ridurre e aumentare le sue dimensioni.[4]
- Hope van Dyne / Wasp, interpretata da Evangeline Lilly: la figlia di Hank Pym e Janet van Dyne, che ha ricevuto dal padre una tuta simile a quella di sua madre.[5]
- Kang il Conquistatore, interpretato da Jonathan Majors: un viaggiatore temporale e variante del creatore della Time Variance Authority, Colui che rimane, apparso nella prima stagione di Loki.[6][7] Majors interpreta anche più versioni alternative del personaggio.[8]
- Cassie Lang, interpretata da Kathryn Newton: la figlia di Scott, che acquisisce una tuta simile a quella di suo padre.[6][9]
- Veb, interpretato da David Dastmalchian: una creatura simile a una melma che vive nel regno quantico.[10] Dastmalchian ha interpretato Kurt nei precedenti film di Ant-Man.[11]
- Jentorra, interpretata da Katy O'Brian: una combattente per la libertà che cerca di correggere le ingiustizie che devono affrontare le comunità nel regno quantico.[11][10][12]
- Quaz, interpretato da William Jackson Harper: un telepate che vive nel regno quantico.[13][11][10][12]
- Lord Krylar, interpretato da Bill Murray: il governatore di Axia, una comunità all'interno del regno quantico, che ha avuto una storia con Janet van Dyne.[14][15]
- Janet van Dyne, interpretata da Michelle Pfeiffer: la moglie di Hank Pym, madre di Hope e la Wasp originale, rimasta intrappolata per trent'anni in un regno quantico subatomico.[16]
- Darren Cross / M.O.D.O.K., interpretato da Corey Stoll: l'ex pupillo e collega di Pym che, dopo essere stato ridotto a dimensioni subatomiche nel regno quantico, è diventato un essere mutato e potenziato ciberneticamente con una testa sovradimensionata.[9][17][18]
- Henry "Hank" Pym, interpretato da Michael Douglas: un entomologo, fisico ed ex agente dello S.H.I.E.L.D. che scoprì le particelle subatomiche che permettono di ridurre e aumentare le proprie dimensioni, diventando il primo Ant-Man.[5]

Inoltre Randall Park torna brevemente nel ruolo di Jimmy Woo dal precedente film, mentre Gregg Turkington torna a interpretare Dale, manager di Baskin-Robbins, dal primo film. Tom Hiddleston e Owen Wilson riprendono i loro ruoli di Loki e Mobius M. Mobius nella scena dopo i titoli di coda. Ruben Rabasa appare nel ruolo di un cameriere di un bar, mentre Mark Oliver Everett ha un cameo nel ruolo di un uomo che chiede una foto a Scott Lang.

## Produzione

### Sviluppo
Nel luglio 2018, poco prima dell'uscita di Ant-Man and the Wasp, il regista Peyton Reed ha espresso interesse nel dirigere un terzo film con protagonisti Ant-Man e Wasp, rivelando che anche i Marvel Studios erano interessati al progetto. La realizzazione della pellicola è stata annunciata nel novembre 2019, quando Reed ha firmato un accordo come regista, e sono stati confermati i ritorni dai precedenti film di Paul Rudd nel ruolo di Scott Lang / Ant-Man, Evangeline Lilly come Hope van Dyne / Wasp, e Michael Douglas nel ruolo di Henry "Hank" Pym. Jeff Loveness è stato assunto per scrivere la sceneggiatura, alla quale ha iniziato a lavorare nell'aprile 2020.

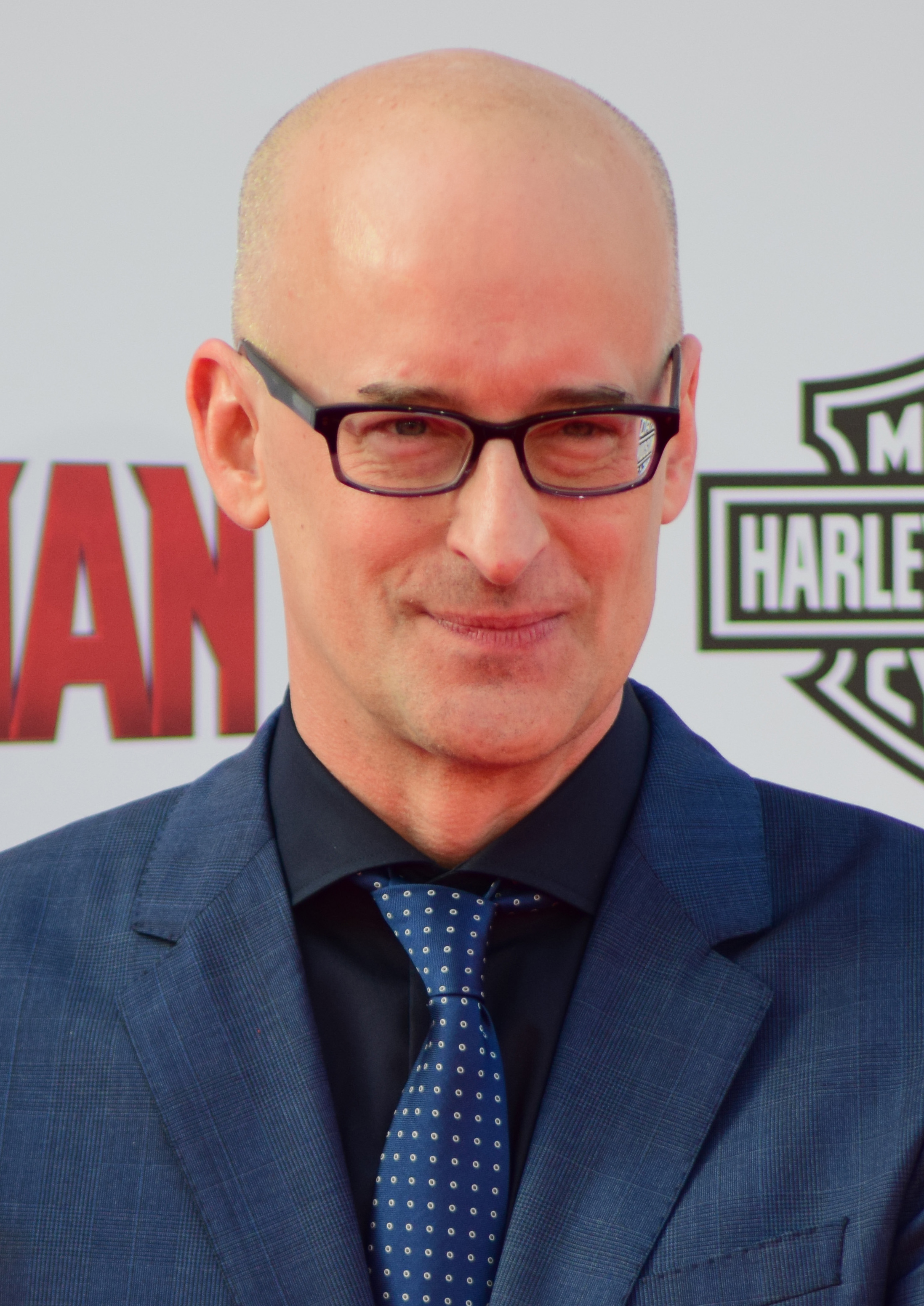
Il regista Peyton Reed

### Pre-produzione
Nel settembre 2020 Jonathan Majors è stato annunciato nel ruolo del villain Kang il Conquistatore, mentre nel dicembre successivo Michelle Pfeiffer ha confermato il suo ritorno riprendendo il ruolo di Janet van Dyne. Nello stesso mese Kevin Feige, al Disney Investors Day, ha rivelato il titolo ufficiale del film, ovvero Ant-Man and the Wasp: Quantumania, confermando i ritorni di Rudd, Lilly, Douglas, Pfeiffer e il ruolo di Majors, e annunciando che Kathryn Newton è entrata a far parte del cast nel ruolo di Cassie Lang. A fine dicembre 2020 lo sceneggiatore Jeff Loveness ha rivelato di aver consegnato la prima bozza della sceneggiatura.

### Riprese
Il 4 febbraio 2021 il ministro della cultura e del turismo turco ha annunciato che le riprese del film erano iniziate nella regione della Cappadocia, mentre le riprese principali sono iniziate il 26 luglio 2021 ai Pinewood Studios in Inghilterra e sono terminate il 23 novembre successivo. Nell'ottobre 2021 Bill Murray ha rivelato di aver girato delle scene per il film. Il budget del film è stato di 200 milioni di dollari.

### Post-produzione
Nel settembre 2022 è stato annunciato il ritorno di Randall Park dal precedente film di Ant-Man, sempre nel ruolo di Jimmy Woo, mentre nel novembre successivo è stato confermato anche il ritorno di David Dastmalchian, ma in un ruolo diverso, quello di Veb. Nel gennaio 2023 sono stati rivelati i ruoli di Bill Murray, William Jackson Harper e Katy O'Brian, che interpretano rispettivamente Lord Krylar, Quaz e Jentorra, ed è stato annunciato che Corey Stoll avrebbe ripreso dal primo film il ruolo di Darren Cross, trasformatosi in M.O.D.O.K.

## Colonna sonora
Le musiche del film sono state composte da Christophe Beck, già compositore delle colonne sonore dei due precedenti film di Ant-Man.

## Promozione
Il primo teaser trailer è stato mostrato in anteprima al San Diego Comic-Con International 2022, ed è stato distribuito online il 24 ottobre 2022, mentre il trailer ufficiale è stato pubblicato il 10 gennaio 2023.
Il 10 febbraio 2023, sulla piattaforma Disney+, sono stati pubblicati tre episodi di Marvel Studios: Legends, dedicati rispettivamente a Scott Lang, Hope van Dyne, Hank Pym e Janet van Dyne.

## Distribuzione

### Data di uscita
Inizialmente previsto prima il 17 febbraio 2023 e poi il 28 luglio, la data d'uscita del film è stata nuovamente riportata al 17 febbraio 2023 negli Stati Uniti e al 15 febbraio in Italia.

### Edizione italiana
La direzione del doppiaggio e i dialoghi italiani sono stati curati da Marco Guadagno e Philippe Morville.

### Edizioni home video
Il film è disponibile in formato digitale dal 18 aprile 2023 e in DVD, Blu-ray e 4K Ultra HD dal 16 maggio.

## Accoglienza

### Incassi
Ant-Man and the Wasp: Quantumania ha incassato 214504909 $ in Nord America e 261566271 $ nel resto del mondo, per un incasso complessivo di 476071180 $, a fronte di un budget di produzione di $330 milioni, inizialmente annunciati come $200 milioni.
Globalmente il film ha esordito con 227,4 milioni di dollari nei primi cinque giorni; inoltre è l'undicesimo maggior incasso mondiale del 2023 e l'ottavo maggior incasso nel Nord America del 2023. Il film si è rivelato un flop economico, non essendo riuscito a raggiungere il punto di pareggio fissato a 600 milioni di dollari.

#### Nord America
Il film ha incassato $17,5 milioni nelle anteprime del giovedì, mentre nel primo giorno di programmazione ha incassato $46,4 milioni in 4,345 schermi. Nel week-end d'esordio ha ottenuto il primo posto incassando $106,1 milioni, per un totale di $135,1 milioni nella prima settimana. Ha mantenuto il primo posto anche nel secondo week-end incassando $32 milioni, mentre nel terzo week-end è sceso al secondo posto incassando $12,8 milioni. Nel quarto week-end è sceso al quarto posto incassando $7,1 milioni, per poi scendere al quinto posto nel quinto week-end incassando $4,2 milioni.

#### Internazionale
Nel resto del mondo, il film ha incassato $23,8 milioni nei primi due giorni di apertura, mentre nei primi cinque giorni ha incassato complessivamente $121,3 milioni, con la Cina che è stato il mercato più redditizio con un incasso di $19,2 milioni, seguito dal Regno Unito con $10,9 milioni e dal Messico con $8,7 milioni. In Italia ha incassato 625 mila euro nel primo giorno e €3 milioni nei primi cinque giorni, per poi incassare in totale €6 milioni.

### Critica
Il film è stato accolto in maniera mista da parte della critica. Sull'aggregatore di recensioni Rotten Tomatoes ha un indice di gradimento del 46%, con un voto medio di 5,5 su 10 basato su 410 recensioni; il consenso critico del sito afferma: «Ant-Man and the Wasp: Quantumania per lo più manca della scintilla di divertimento che ha elevato le avventure precedenti, ma Kang di Jonathan Majors è un elettrizzante cattivo pronto a cambiare il corso del Marvel Cinematic Universe». Su Metacritic ha un punteggio di 48 su 100 basato su 61 recensioni. In entrambi gli aggregatori si tratta del punteggio più basso registrato da un film del MCU.
Ai Razzie Awards 2023 il film ha ricevuto quattro candidature nelle categorie peggior regista a Peyton Reed, peggior prequel, remake, rip-off o sequel e peggior attore non protagonista a Michael Douglas e Bill Murray.

## Riconoscimenti
- 2024 – E! People's Choice Awards[72]
  - Candidatura al miglior film d'azione del 2023
- 2023 – MTV Movie & TV Awards[73]
  - Candidatura al miglior eroe a Paul Rudd
  - Candidatura al miglior cast
- 2024 – Saturn Award[74]
  - Candidatura al miglior film di supereroi
- 2023 - Razzie Awards[75]
  - Candidatura al peggior prequel, remake, rip-off o sequel
  - Candidatura al peggior attore non protagonista a Michael Douglas
  - Candidatura al peggiore attore non protagonista a Bill Murray
  - Candidatura al peggior regista a Peyton Reed

## Sequel
Nel febbraio 2023 Michael Douglas ha dichiarato che sarebbe interessato a tornare per un quarto film, mentre il produttore Stephen Broussard ha rivelato che erano già in corso discussioni ai Marvel Studios su un possibile quarto capitolo. Douglas ha detto che sarebbe interessato a tornare per un quarto film se Pym fosse morto in esso, ma nell'aprile 2024 ha detto "Non credo che mi presenterò" per un quarto film perché aveva chiesto che Pym morisse in Quantumania ed era deluso dal fatto che ciò non fosse accaduto.